# Torre de San Miguel (Linás de Broto)

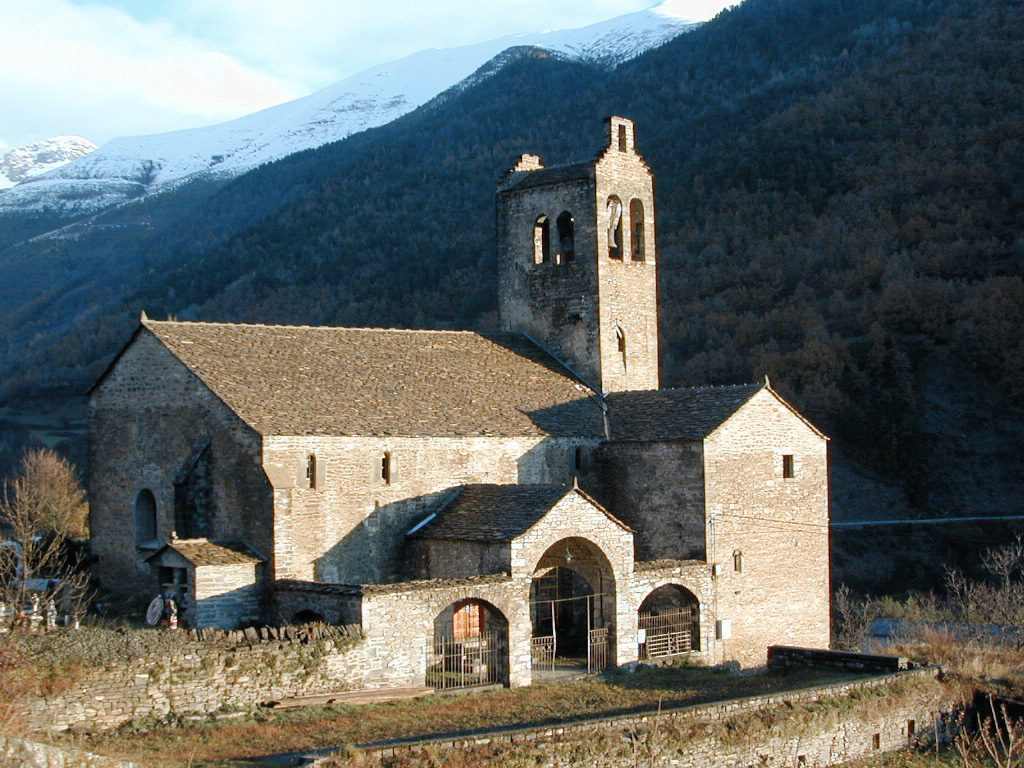
Iglesia de San Miguel, Linás de Broto, Huesca.

La torre campanario de la iglesia de San Miguel se encuentra en la localidad altoaragonesa de Linás de Broto, perteneciente al municipio de Torla-Ordesa, en la comarca de Sobrarbe, Aragón. Linás de Broto dista 50 kilómetros de Aínsa, capital de la comarca, y 2 del Parque Nacional de Ordesa y Monte Perdido.
La torre de San Miguel de Linás de Broto ha sido declarada Bien de Interés Cultural (BIC) por la Diputación General de Aragón.
Según algunos autores, se trataría de una torre defensiva exenta, construida a partir de las últimas décadas del siglo XV, a raíz del inicio de las incursiones francesas en los valles fronterizos. Otros, por el contrario, enmarca la ejecución de la torre en el proceso general de construcción de la iglesia, que tendría lugar en dos fases a lo largo del siglo XVI.

## Descripción
Se trata de una torre campanario construida en sillarejo. Tiene planta rectanfular y posee un solo cuerpo rematada con techumbre de loseta a dos aguas. Los lienzos N y S de la torre sobrepasan la altura de la cubierta, existiendo una pequaña espadaña en el sur. El acceso a la torre se realiza en altura desde el interior, por una escalera situada en la parte norte de la nave. Existen cuatro vanos de medio punto para albergar las campanas, dos al sur y otros dos al oeste. El lienzo norte presenta elementos defensivos como aspilleras para artillería y posee matacanes sobre ménsulas escalonadas en los lienzos oeste y este.